# Paloviče
Paloviče este o localitate din comuna Tržič, Slovenia, cu o populație de 59 de locuitori.